# Teroristički napad u Manchesteru 2017.
Teroristički napad u Manchesteru dogodio se 22. svibnja 2017. u Manchester Areni na kraju koncerta američke pjevačice Ariane Grande. Libanonski islamist i napadač-samoubojica, Salman Ramadan Abedi, raznio se na izlazu Arene završetkom koncerta odnijevši u smrt 22 ljudi i ranivši njih 119, od čega 23 vrlo teško.
Napad je pokazao veliku nesposobnost i nespremnost MI5-a i Britanske policije u suočavanju s terorizmom. Islamska država Iraka i Levanta preuzela je odgovornost za napad. 
Najvećim apsurdom u vezi terorističkog napada smatra se činjenica da je napadač četiri sata prije koncerta na društvenoj mreži Twitter najavio napad, dodavši da je napad osveta za napade na djecu u Mosulu i Raki, odnosno poraze Islamske države u tim gradovima.

## Napad
Napad je oko 10:30 sati navečer izvršio samoubilački terorist detonirao je improviziranu bombu sa šrapnelima, na izlazu Manchester Arene s koncerta Ariane Grande, dijela njezine svjetske turneje Dangerous Woman Tour. Koncert je bio rasprodan te je na njemu prisustvovalo 14.200 posjetitelja.
Manchesterska policija napad je proglasila samoubilačkim, te istaknula kako se radi o najsmrtonosnijem napadu u Ujedinjenom Kraljevstvu nakon Bombaških napada u Londonu u srpnju 2005. To je bio ujedno i prvi teroristički napad na tlu Manchestera.